# Kingstone (Wormside)
Kingstone – wieś i civil parish w Anglii, w hrabstwie Herefordshire. Leży 9 km na południowy zachód od miasta Hereford i 194 km na zachód od Londynu. W 2011 roku civil parish liczyła 1373 mieszkańców. Kingstone jest wspomniana w Domesday Book (1086) jako Chingestone.